# ATP Bologna Outdoor 1995
L'ATP Bologna Outdoor 1995 è stato un torneo di tennis giocato sulla terra rossa. È stata l'11ª edizione dell'ATP Bologna Outdoor, che fa parte della categoria World Series nell'ambito dell'ATP Tour 1995. Si è giocato a Bologna in Italia, dal 22 al 28 maggio 1995.

## Campioni

### Singolare
Marcelo Ríos ha battuto in finale  Marcelo Filippini con il punteggio di 6–2, 6–4

### Doppio
Byron Black /  Jonathan Stark hanno battuto in finale  Libor Pimek /  Vince Spadea con il punteggio di 7–5, 6–3